# Križna gora (Ajdovščina)
Križna gora (Duits: Kreuzenberg) is een plaats in Slovenië en maakt deel uit van de gemeente Ajdovščina in de NUTS-3-regio Goriška.